# N6AMT1
N6AMT1 (англ. N-6 adenine-specific DNA methyltransferase 1) – білок, який кодується однойменним геном, розташованим у людей на довгому плечі 21-ї хромосоми. Довжина поліпептидного ланцюга білка становить 214 амінокислот, а молекулярна маса — 22 900.
| 10         |  | 20         |  | 30         |  | 40         |  | 50         |
| ---------- |  | ---------- |  | ---------- |  | ---------- |  | ---------- |
| MAGENFATPF |  | HGHVGRGAFS |  | DVYEPAEDTF |  | LLLNALEAAA |  | AELAGVEICL |
| EVGSGSGVVS |  | AFLASMIGPQ |  | ALYMCTDINP |  | EAAACTLETA |  | RCNKVHIQPV |
| ITDLVKGLLP |  | RLTEKVDLLV |  | FNPPYVVTPP |  | QEVGSHGIEA |  | AWAGGKNGRE |
| VMDRFFPLVP |  | DLLSPKGLFY |  | LVTIKENNPE |  | EILKIMKTKG |  | LQGTTALSRQ |
| AGQETLSVLK |  | FTKS       |  |            |  |            |  |            |

A: Аланін

C: Цистеїн

D: Аспарагінова кислота

E: Глутамінова кислота

F: Фенілаланін

G: Гліцин

H: Гістидин

I: Ізолейцин

K: Лізин

L: Лейцин

M: Метіонін

N: Аспарагін

P: Пролін

Q: Глутамін

R: Аргінін

S: Серин

T: Треонін

V: Валін

W: Триптофан

Кодований геном білок за функціями належить до трансфераз, метилтрансфераз. 
Задіяний у такому біологічному процесі, як альтернативний сплайсинг. 
Білок має сайт для зв'язування з S-аденозил-L-метіоніном. 